# ラーミア目
ラーミア目(ラーミアもく、Lahmiales)は、子嚢菌門の目の一つで、胞子が嚢または子嚢で形成される。この目には綱が割り当てられていない(incertae sedis)。タクソンは単型で、下位分類がラーミア科(Lahmiaceae)ラーミア属(Lahmia)のみである。